# مركز تحليل المعاملات المالية (إندونيسيا)
مركز تحليل المعاملات المالية هي وكالة حكومية في إندونيسيا، مسؤولة عن الاستخبارات المالية. تم تشكيل الوكالة في عام 2002 لمواجهة غسيل الأموال المشتبه فيه وتقديم معلومات حول تمويل الإرهاب.

## التاريخ
تم تشكيل مركز تحليل المعاملات المالية في 17 أبريل 2002، في الوقت الذي صدر فيه القانون رقم 15 لعام 2002 بشأن غسل الأموال. قبل مركز تحليل المعاملات المالية كان يتم تنفيذ مهامها من قبل وحدة تحقيق خاصة في بنك إندونيسيا حتى 17 أكتوبر 2003. تم توسيع ولاية المركز في عام 2013 لتوفير معلومات حول تمويل الإرهاب بموجب القانون رقم 9 لسنة 2013.

## المهمة والوظيفة
مهمة ووظيفة مركز تحليل المعاملات المالية كالتالي:
- منع غسل الأموال.
- إدارة البيانات والمعلومات.
- الإشراف على الامتثال للأطراف المبلغة.
- تحليل أو التحقيق في المعاملات المالية أن هناك أسباب معقولة للاشتباه تتعلق بارتكاب جريمة غسل الأموال أو غيرها من الجرائم.

مركز تحليل المعاملات المالية مخول بـ:
- الحصول على البيانات والمعلومات من الوكالات الحكومية أو المؤسسات الخاصة التي أذن لإدارة البيانات والمعلومات.
- تحديد التوجيه لتحديد المعاملات المشبوهة.
- التنسيق مع الجهات ذات العلاقة لمنع غسل الأموال.
- يوصي الحكومة لمنع غسل الأموال.
- تمثيل الحكومة في منظمة دولية أو منتدى متعلق بالاستخبارات المالية.
- توفير التدريب والتعليم في مجال منع غسل الأموال.